# 1973–1974-es magyar labdarúgókupa
Az 1973–1974-es magyar labdarúgókupa küzdelmeit a Ferencvárosi TC nyerte.

## Első forduló
| 1. csapat                    | Eredmény | 2. csapat                   |
| ---------------------------- | -------- | --------------------------- |
| 1973. november 7.            |          |                             |
| Pénzügyőr                    | 2–0      | Dunaújvárosi Kohász         |
| Szegedi VSE                  | 1–1      | Békéscsabai Előre Spartacus |
| Hajdú Vasas                  | 0–1      | Diósgyőri VTK               |
| Kaposvári Hunyadi Vasutas SE | 0–3      | Komlói Bányász              |
| Thury SE                     | 1–3      | Körmendi MTE                |
| MOFÉM Hubertus               | 3–4      | NIKE Füzfői AK              |
| Rakamazi Spartacus           | 0–1      | Kazincbarcikai Vegyész      |
| Ácsi Kinizsi                 | 0–2      | ÉPGÉP                       |
| Hejőcsabai Építők            | 1–3      | Salgótarjáni Kohász         |
| Recski Bányász               | 0–2      | Sátoraljaújhelyi Spartacus  |
| Hercegszántó                 | 0–0      | Szolnoki MÁV                |
| Tárnok                       | 0–1      | Vasas Izzó                  |
| Veresegyházi SK              | 1–2      | Bábolnai SE                 |
| Ferencvárosi Vasutas         | 3–3      | MÁV Tapolcai IAC            |
| Ikarus Alba Regia            | 2–1      | Csorna                      |
| Bóly                         | 0–3      | Fadd                        |

## Második forduló
| 1. csapat                  | Eredmény | 2. csapat          |
| -------------------------- | -------- | ------------------ |
| 1974. február 17.          |          |                    |
| Diósgyőri VTK              | 0–2      | Tatabányai Bányász |
| Pénzügyőr                  | 0–2      | Vasas              |
| Komlói Bányász             | 1–1      | Videoton           |
| Sátoraljaújhelyi Spartacus | 0–1      | Csepel SC          |
| Kazincbarcikai Vegyész     | 0–1      | Zalaegerszegi TE   |
| Salgótarjáni Kohász SE     | 0–3      | Pécsi MSC          |
| ÉPGÉP                      | 1–5      | MTK                |
| Vasas Izzó                 | 0–0      | Dorog              |
| NIKE Fűzfői AK             | 2–3      | VM Egyetértés      |
| Körmend                    | 0–5      | Rába ETO           |
| Szegedi VSE                | 0–0      | Salgótarjáni BTC   |
| Bábolnai SE                | 0–2      | Újpesti Dózsa      |
| Faddi TSZ SK               | 1–5      | Szegedi EOL        |
| Alba Regia                 | 0–1      | Haladás VSE        |
| Ferencvárosi Vasutas       | 0–2      | Ferencvárosi TC    |
| Hercegszántói TSZ SK       | 0–15     | Bp. Honvéd         |

## Nyolcaddöntő
| 1. csapat         | Eredmény    | 2. csapat          |
| ----------------- | ----------- | ------------------ |
| 1974. február 20. |             |                    |
| VM Egyetértés     | 1–1 t.: 3–1 | Újpesti Dózsa      |
| Bp. Honvéd        | 2–4         | Pécsi MSC          |
| Vasas Izzó        | 1–1         | Tatabányai Bányász |
| Zalaegerszegi TE  | 2–3         | Ferencvárosi TC    |
| Rába ETO          | 6–2         | Vasas              |
| Szegedi EOL       | 2–3 hu.     | Csepel             |
| Szegedi VSE       | 1–1         | MTK                |
| Komlói Bányász    | 0–0         | Haladás VSE        |

## Negyeddöntő
| 1. csapat         | Eredmény | 2. csapat       |
| ----------------- | -------- | --------------- |
| 1974. február 27. |          |                 |
| Komlói Bányász    | 3–0      | VM egyetértés   |
| Szegedi VSE       | 0–1      | Ferencvárosi TC |
| Vasas Izzó        | 1–2      | Csepel SC       |
| Pécsi MSC         | 3–1      | Rába ETO        |

## Elődöntő
| 1. csapat         | Eredmény | 2. csapat |
| ----------------- | -------- | --------- |
| 1974. április 24. |          |           |
| Ferencvárosi TC   | 2–1      | Csepel SC |
| Komlói Bányász    | 0–0      | Pécsi MSC |

## Döntő
| 1974. május 1. 17:00 |

| Ferencvárosi TC                  | 3–1   | Komlói Bányász SK |
| -------------------------------- | ----- | ----------------- |
| Mucha 70' Magyar 77' Kelemen 90' | (0–1) | Eipel 21' (öngól) |

| Népstadion, Budapest Nézőszám: 10 000 Játékvezető: Palotai Károly (MLSZ) Asszisztensek: Szávó János, Halász Mihály |

| Ferencváros: |  |                    |  |     |
|              |  |                    |  |     |
| K            |  | Géczi István       |  |     |
| V            |  | Vépi Péter         |  |     |
| V            |  | Eipel Ferenc       |  | 30' |
| V            |  | Bálint László      |  |     |
| V            |  | Megyesi István     |  |     |
| KP           |  | Juhász István      |  |     |
| KP           |  | Kű Lajos           |  |     |
| CS           |  | Kelemen Gusztáv    |  |     |
| CS           |  | Branikovits László |  |     |
| CS           |  | Máté János         |  |     |
| CS           |  | Mucha József       |  |     |
| Cserék:      |  |                    |  |     |
|              |  | Magyar István      |  | 30' |
| Vezetőedző:  |  |                    |  |     |
| Dalnoki Jenő |  |                    |  |     |

| Komló:        |  |                    |  |     |
|               |  |                    |  |     |
| K             |  | Erdősi István      |  |     |
| V             |  | Tallósi István     |  |     |
| V             |  | Kovács Lajos       |  |     |
| V             |  | Pál Gyula          |  |     |
| V             |  | Csordás István     |  |     |
| KP            |  | Lahó István        |  |     |
| KP            |  | Kiss Sándor        |  | 58' |
| KP            |  | Dárdai Pál         |  |     |
| Cs            |  | Cs. Kovács László  |  |     |
| CS            |  | Kolesánszky Zoltán |  |     |
| CS            |  | Hohmann Ferenc     |  |     |
| Cserék:       |  |                    |  |     |
|               |  | Steib János        |  | 58' |
| Vezetőedző:   |  |                    |  |     |
| Lantos Mihály |  |                    |  |     |

A Ferencváros MNK-ban szerepelt játékosai: Géczi István (5) – Bálint László (5), Branikovits László (5), Ebedli Zoltán (2), Eipel Ferenc (3), Juhász István (5), Kelemen Gusztáv (2), Kű Lajos (5), Magyar István (5), Martos Győző (4), Máté János (4), Megyesi István (4), Mucha József (4), Nyilasi Tibor (2), Szőke István (3), Vépi Péter (4)